# Иезуитские миссии на землях индейцев чикитос

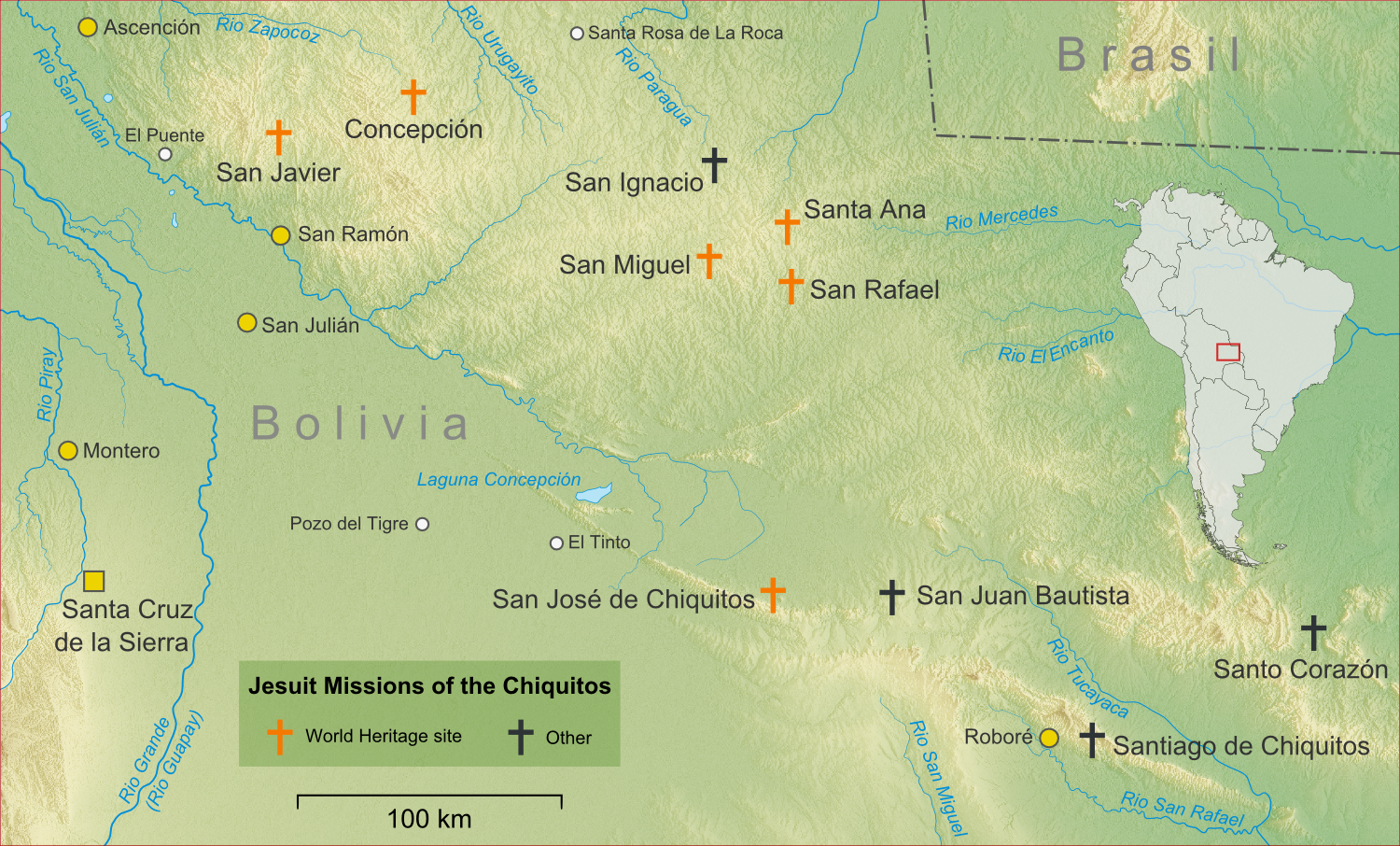
Карта расположения иезуитских миссий

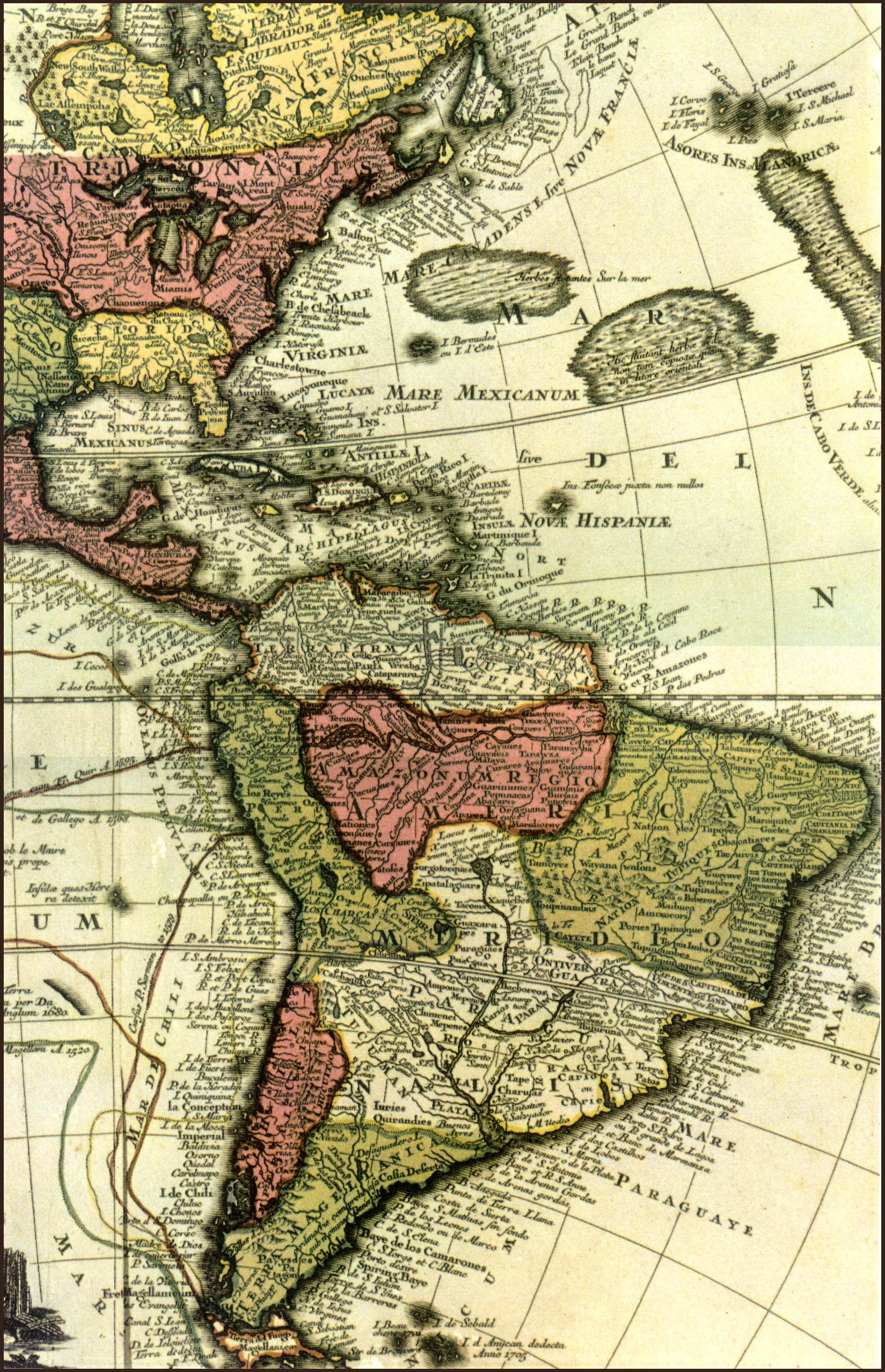
Карта Америки 1705 года

 Миссии иезуитов в Чикитос (исп. Misiones jesuitas de Chiquitos) — культурно-исторический памятник, состоящий из шести поселений Сан-Хавьер, Сан-Рафаэль де Веласко, Сан-Хосе де Чикитос, Консепсьон, Сан-Мигель де Веласко, Санта-Анна де Веласко. Памятник входит в список Всемирного наследия ЮНЕСКО и находится в департаменте Санта-Крус, Боливия. Данный исторический памятник известен своей уникальной эклектичностью европейской и индейской культур. Памятник состоит из шести городов — бывших миссионерских центров, основанных иезуитами для распространения католицизма в XVII—XVIII веках в Южной Америке.
В конце XVII века иезуиты основывали миссионерские центры, состоящие из католических храмов и архитектурных построек в уникальном стиле, привлекая проживающих здесь южноамериканских индейцев в католицизм с помощью знакомства их с культурными, экономическими и техническими достижениями западной цивилизации того времени. Иезуиты организовывали экономическую и социальную жизнь миссий таким образом, чтобы они стали экономически самостоятельными и независимыми от испанской короны. После высылки иезуитов из Боливии, большая часть городов, основанных миссиями иезуитов, пришла в упадок и превратились в руины. Шесть городов миссий иезуитов в департаменте Чикитос, входящие сегодня во Всемирный список ЮНЕСКО, известны тем, что они сохранились до нашего времени почти в неизменном состоянии. Во второй половине XX века началась реставрация этих городов. Боливийское правительство использует миссии иезуитов в Чикитос для привлечения туристов, проводя на территории памятника международные музыкальные фестивали и другие культурные мероприятия.

## Месторасположение
Шесть городов миссий иезуитов находятся в полупустынной низменности департамента Санта-Крус в Боливии на разном расстоянии друг от друга. Они расположены на востоке и северо-востоке от города Санта-Крус-де-ла-Сьерра, между реками Парагвай и рекой Гуапай. Самые западные города миссий Сан-Хавьер и Консепсьон расположены в провинции Ньуфло-де-Чавес между реками Сан-Хулиан и Уругайито. Миссии Санта-Анна, Сан-Мигель и Сан-Рафаэль находятся на востоке в провинции Хосе-Мигель-де-ла-Веласко, недалеко от границы с Бразилией. Миссия Сан-Хосе-де-Чикуатос находится в 200 километрах к югу от миссии Сан-Рафаэль.

## История
В XVI веке, в период испанского владычества, католические миссионеры монашеских орденов францисканцев, доминиканцев, иезуитов прибывали в Южную Америку, чтобы проповедовать христианство среди индейских народов. Проживавшие на территории нынешней Боливии индейские племена кечуа и аймара были обращены в католицизм сравнительно быстро и католические миссионеры направили свои усилия вглубь страны. Боливийская провинция Чикитос стала одним из центров миссионерских центров францисканцев и иезуитов. Францисканцы вели свою работу среди народа чиригуано, иезуиты — среди индейцев мохо и чикито. Миссионеры использовали особенный метод проповедования, собирая детей кочевых индейских народов в крупные общины, чтобы преподавать им испанский язык и христианство. Несмотря на то, что часто применялся метод навязывания европейских культурных ценностей, миссионеры старались сохранять привычный для индейцев образ жизни и их обычаи. В 1566 году группа иезуитов получила разрешение испанского короля Филиппа II заниматься миссионерской деятельностью на территории вице-королевства в Перу. В 1569 году иезуиты впервые появились в Лиме и в 1572 году они достигли территории нынешней Боливии. В первое время им не разрешали устраивать миссионерские центры в глубине страны, поэтому они стали строить церкви и школы в приграничных городах Ла-Пас, Потоси и Ла-Плата (сегодня — Сукре). В 1587 году первые иезуиты прибыли на место, где они организовали поселение Сан-Хосе-де-Чикитос. К середине XVIII века миссия в провинции Чикуатос достигла своего расцвета. Было создано 22 поселения, в которых насчитывалось 45 миссионеров и около 60 тысяч новообращённых католиков из числа индейцев.
Миссии были созданы в три этапа: первый этап ознаменовался созданием миссий Сан-Хавьер (1691 год), Сан-Рафаэль (1696 год), Сан-Хосе-де-Чикитас (1698 год), Сан-Хуан Батиста (1699 год). С 1701-й по 1714 год борьба за испанский престол привела к резкому сокращению желающих поехать на миссию в Южную Америку, поэтому миссии испытывали значительное материальное затруднение. В этот период в Боливии не основывались новые миссии. В 1721 году была основана новая миссия Сан-Мигель. Третий этап строительства новых миссионерских центров начался в 1748 году после того, как были основаны миссии Сан-Игнасио и Сан-Игнасио де Веласко. В 1754 году иезуиты основали Сантьяго-де-Чикитас. В 1755 году была основана миссия Санта-Анна и последняя миссия Санто-Корасон была основана в 1760 году. Провинция Чикитас была промежуточным пунктом в дальнейшем продвижении иезуитов на восток, поэтому миссионерские центры в Боливии постепенно продвигались в сторону реки Парагвай.
В 1750 году земли, расположенные возле реки Риу-Гранди-ду-Сул были переданы Португалии, что привело к восстанию индейцев гуарани. Поскольку иезуиты поддержали это восстание, в 1758 году они были обвинены в заговоре против португальского короля. Все члены монашеского ордена иезуитов были выселены с португальских территорий. 27.02.1767 года испанский король Карл III также подписал указ о выдворении иезуитов с испанских колоний. В сентябре 1767 году иезуиты должны были покинуть также и провинцию Чикитас. Архиепископ города Санта-Крус-де-ла-Сьерра передал все миссии, преобразовав их в приходы, под управление приходским священникам, которые должны были заниматься административными и духовными потребностями миссий. На практике приходские священники слабо знали местные языки и обычаи индейцев, что привело к постепенному затуханию миссий. К середине 19-го века население основанных иезуитами городов сменило свой состав, в них стали преобладать приезжие метисы. В конце 19 -го века экономическая ситуация в Боливии вынудила жителей, проживавших на территории иезуитских миссий, эмигрировать в другие части Боливии и поселения значительно опустели. В 1931 году духовное управление миссиями было передано францисканцам. В 1972 году иезуит Ганс Рота начал широкомасштабное восстановление церквей и колониальных зданий миссий, которое продолжалось до начала XXI века. В 1990 году шесть миссий иезуитов в Чикитос были внесены во Всемирный список ЮНЕСКО как исторический памятник сочетания европейской христианской культовой архитектуры и местной индейской культуры.

## Архитектура
В то время иезуиты, проживавшие в Боливии были увлечены учением философа и католического святого Томаса Мора, который в своей «Утопии» описал идеальный город Аркадию, поэтому при строительстве архитектурных памятников они стремились воплотить идеи Томаса Мора при строительстве и организации своих миссий.

### Планировка поселений

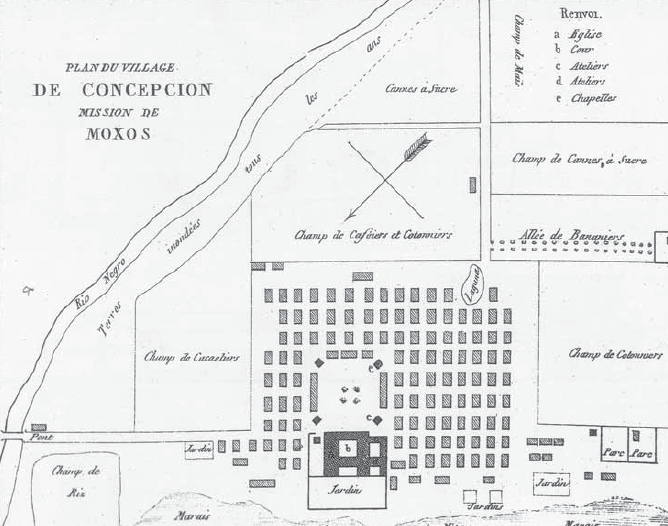
План иезуитских миссий

Архитектура и планировка миссий, построенных иезуитами, характеризуется единообразием. В центре миссии находится широкая прямоугольная площадь с храмовым комплексом на одной стороне и с домами индейцев на другой.

### Площадь
Площадь, расположенная в центре миссии, в зависимости от обстоятельств, имела размер от 124 до 198 м. Это открытое пространство, свободное от всякой растительности, за исключением нескольких пальм и используемое для религиозных и гражданских целей. В центре площади находился установленный крест. Четыре часовни были размещены по углам квадрата вокруг креста и использовались для религиозных процессий во время католических праздников.

### Здания

Индейский дом в разрезе

Дома индейцев имели продолговатую форму и были расположены параллельными линиями, расходящимися от главной площади в трёх направлениях. Архитектура дома состояла из большой комнаты, размером 6×4 м, стены высотой до 2 м и толщиной 60 см, крышы, сделанной из тростника или деревянного материала, которая достигала высоты до 5 м. Двойные двери выходили на открытую галерею и защищали от ветра.

### Церковный комплекс

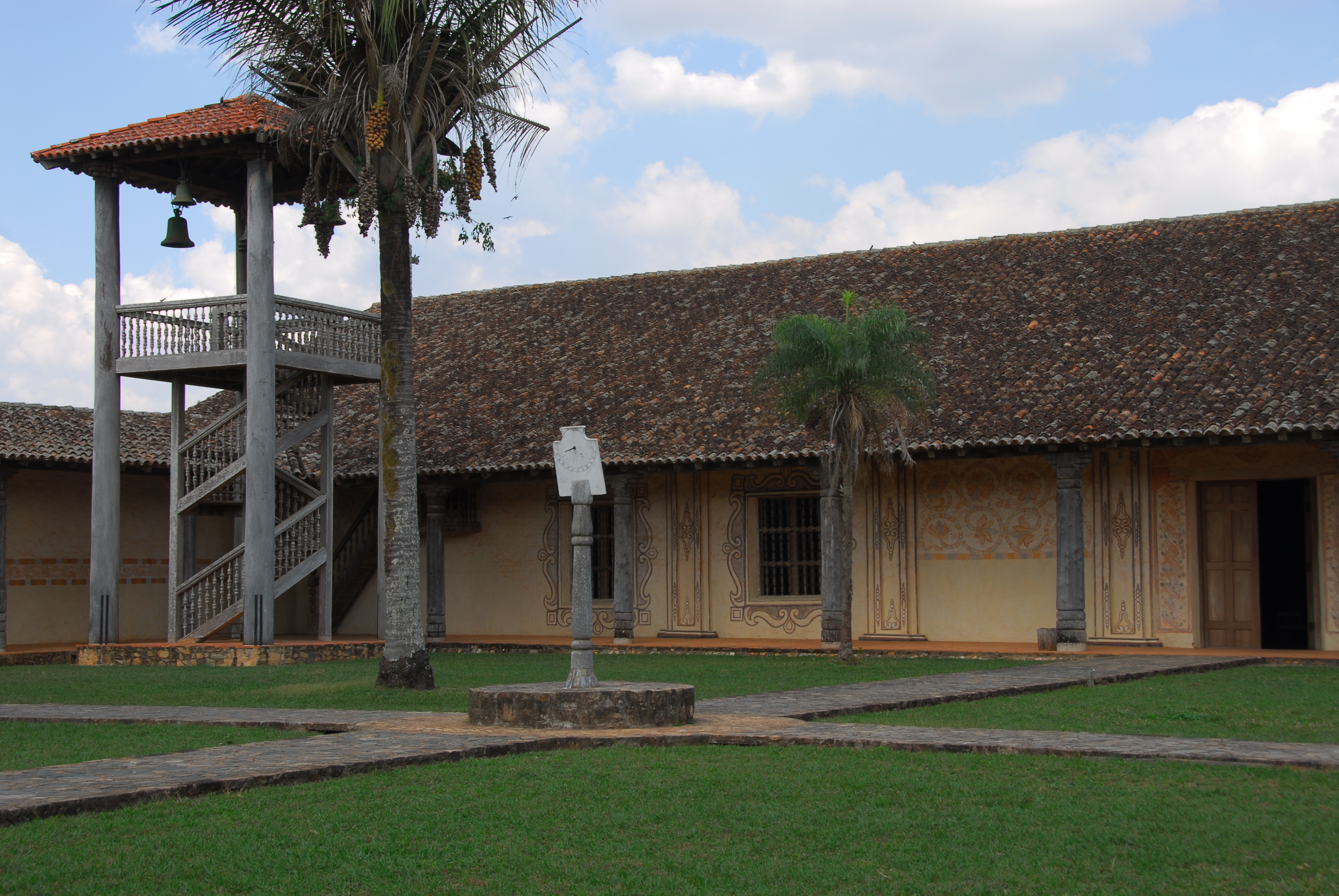
Внутренний двор церковного комплекса

На четвёртой стороне площади находился церковный комплекс, состоящий из главной церкви, доминирующей над всем комплексом, школы, жилых помещений для священников, помещения для администрации миссии, гостевых комнат. Позади церковного комплекса находился огород, окружённый стеной и кладбище. Здания церковного комплекса по высоте не отличались от домов индейцев.

### Церкви
После организации начального поселения, иезуиты сразу же принимались за постройку церкви, которая в первое время служила образовательным, культурным, экономическим и административным центром миссии. Архитектором церквей был иезуит Мартин Шмид, который сочетал в архитектуре церквей элементы христианской архитектуры с местными традиционными культурными элементами, создав оригинальный стиль, называемый сегодня «барокко метисов». Над входом в храм Шмид расположил надписи на латинском и испанском языках: «DOMUS DEI ET Porta Coeli» и «CASA DE DIOS Y Puerta Del Cielo» (рус. «Дом Божий и Врата Небесные»). Церкви строились в период с 1745-й по 1775 год и при их строительстве использовались местные строительные материалы, такие как дерево, из которого были созданы резные колонны, алтари. Все церкви сделаны из деревянного каркаса. Пол, как и крыша, выложен из плитки. Низкая архитектурная структура церквей была подобна амбарам, несмотря на это они имели монументальный вид. Ширина церкви была 16 — 29 м, длина 50 — 60 м, высота 10 −14 м, вместимостью до 3 тысяч человек. Стены церквей были украшены карнизами, пилястрами, обломами, аркадами, были отштукатурены смесью из песка и глины и разукрашены национальными индейскими мотивами. В некоторых случаях для украшений стен, колонн использовалась слюда.

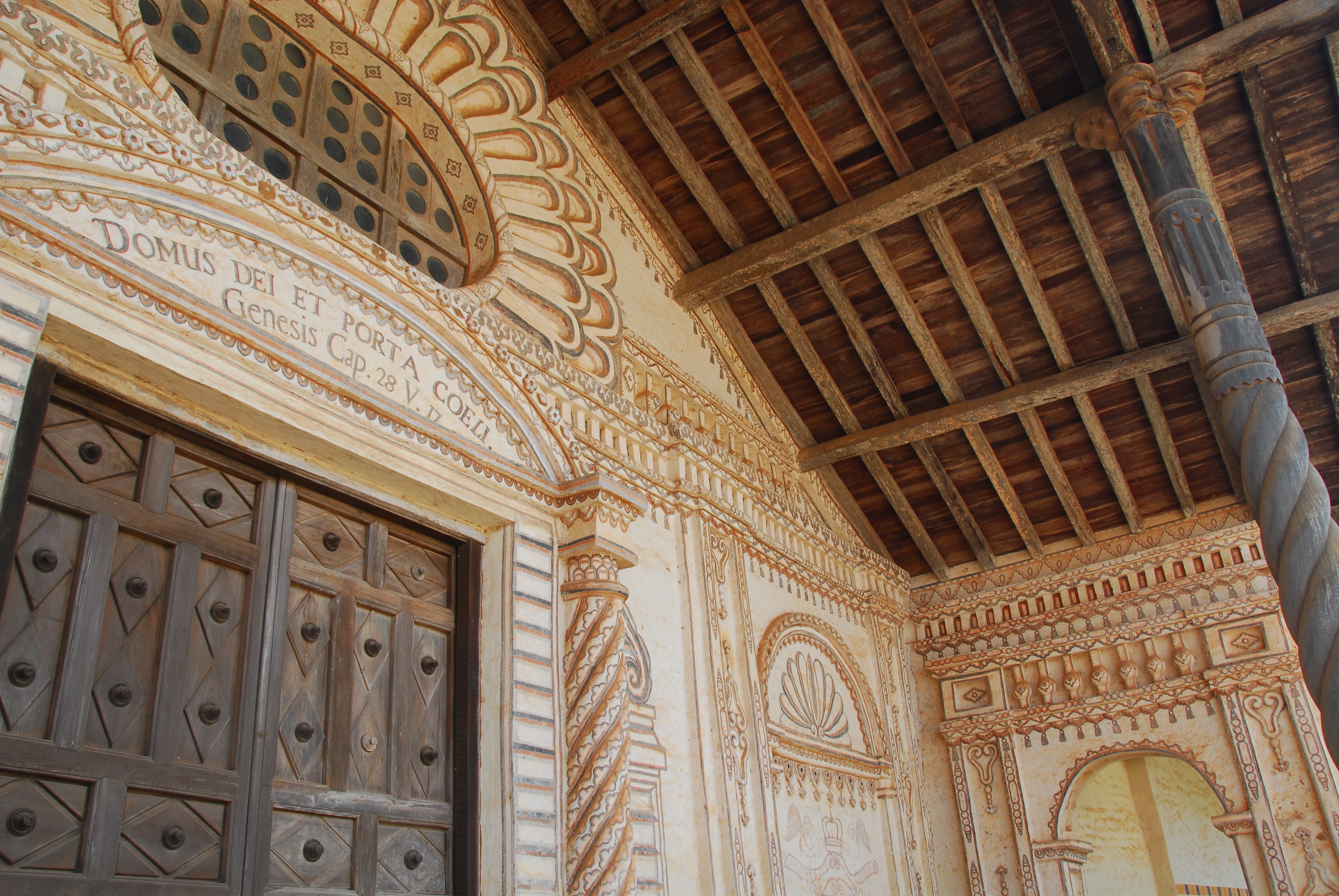
Оформление окна в виде розы

Над входной дверью располагалась окно в виде розы с лепестками. Внутреннее церковное пространство, характерное для базилик, разделялось на три нефа деревянными витыми колоннами. Скамьи отсутствовали. Чтобы привлекать слушающих, кафедры, алтари и амвоны были сделаны яркими, привлекающими внимание.

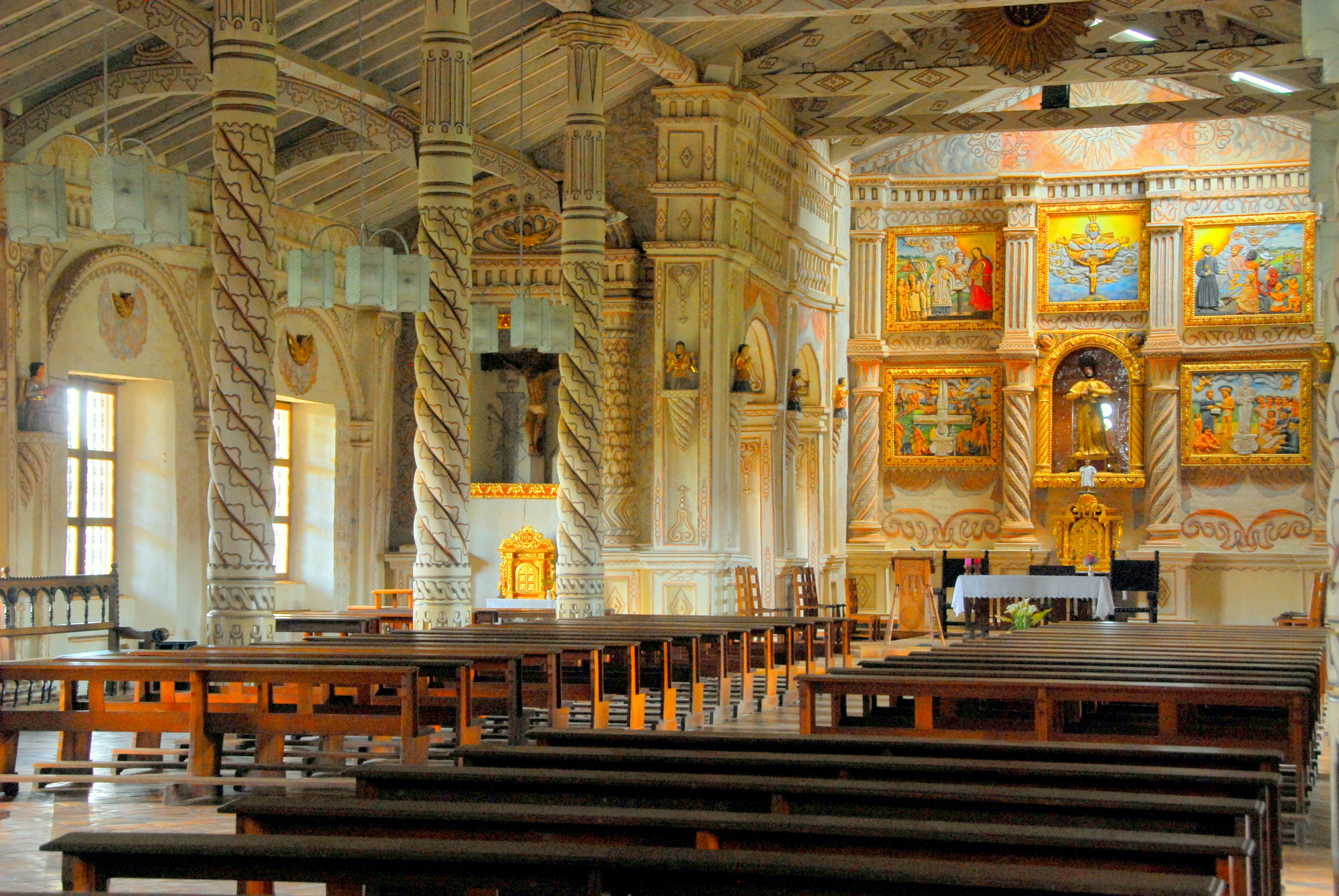
Внутреннее убранство церкви

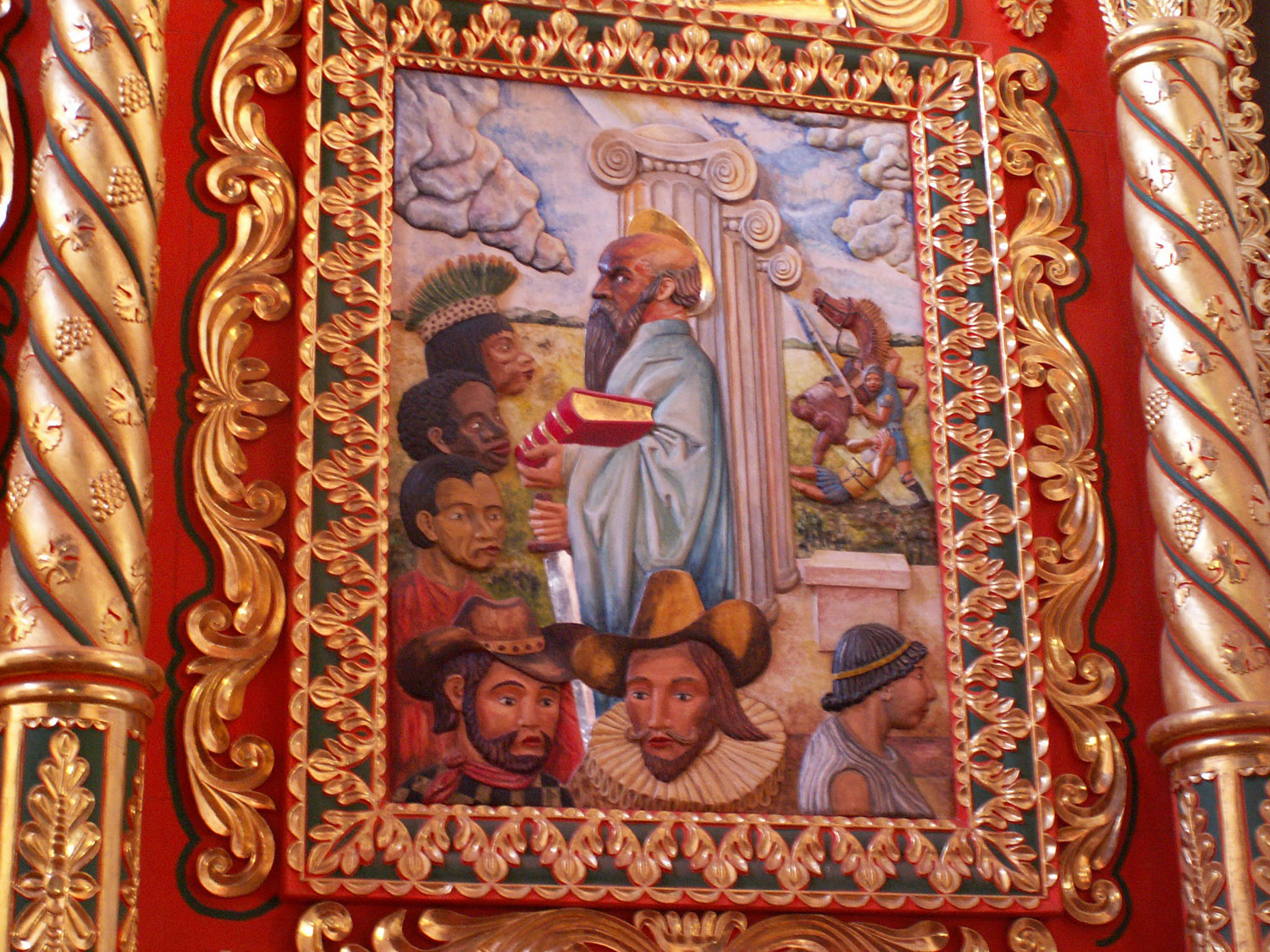
Retablo on the altar in the church of Concepción

На алтарях в церкви Сан-Хавьер и Консепсьон были изображения иезуиты вместе с индейцами. Также в церквях были деревянные скульптуры Девы Марии, святых и распятия.
В 1960 году архитектор Ганс Рот начал восстановление архитектурных памятников миссий. Были восстановлены сотни домов индейцев, обновлены церкви, школы. Он также открыл музеи, исследовал оригинальные методы постройки зданий, основал мастерские для обслуживания культурно-исторического памятника иезуитских миссий в Чикитос.

## Экономика
Жители миссий занимались подсечно-огневым земледелием, выращивая кукурузу, юкку, какао и рис. Также они занимались рыболовством и охотой. Иезуиты научили индейцев животноводству и различным ремёслам. Миссии иезуитов среди индейцев чикито стали важными центрами развития земледелия, животноводства и промышленности.

## Музыка
Музыка играла значительную роль в обращении индейцев в католицизм. Поняв, что индейцы имеют хорошие музыкальные способности и желание заниматься музыкой, иезуиты предоставляли им возможности приобщиться к музыкальному наследию Римско-Католической Церкви, создавая в миссиях церковные хоры. Музыка была первым шагом в катехизации индейцев. В миссиях работали композиторы, представители музыкального направления итальянского барокко Иоганн Меснер, Доменико Зиполи, Мартин Шмид, которые организовывали в миссиях барочные оперы и производство скрипок, флейт, органов.

## Сегодня
Города Сан-Рафаэль, Сан-Мигель, Сан-Игнасио существуют до сих. В них функционирует муниципалитет. Большинство жителей являются католиками. После того, как миссии иезуитов были восстановлены, увеличился поток туристов, поэтому население миссий стало постепенно увеличиваться, в некоторых из них численность жителей увеличилось вдвое. По состоянию на 2009 год население Сан-Хавьер, Сан-Хосе и Консепсьон в общей сумме составляло 10 тысяч человек. Сан-Игнасио имеет 26000 человек. С другой стороны, Санта-Анна имеет несколько сот жителей. Жители городов в основном метисы, индейцы в настоящее время проживают в национальных деревнях.

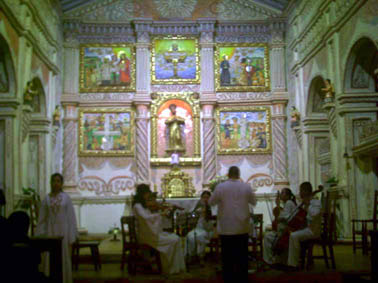
Концерт в церкви миссии Сан-Хавьер

Каждый год в миссиях проводятся музыкальные фестивали и концерты. С 1996 года здесь каждый второй год проводится фестиваль «Musica Renacentista у Americana Barroca».

## Фильм «Миссия»
Многие элементы первых годов создания миссий иезуитов в XVII веке можно найти в фильме «Миссия», в котором рассказывается о событиях изгнания иезуитов из Боливии и Парагвая.

## Источник
- Католическая Энциклопедия, т.1, изд. Францисканцев, М., 2002, ISBN 5-89208-037-4
- Cisneros, Jaime, Misiones Jesuíticas, La Paz: Industrias Offset Color S.R.L.. 1998.
- Molina Barbery, Placido; Alcides Parejas, Ramón Gutiérrez Rodrigo, Bernd Fischermann, Virgilio Suárez, Hans Roth, Stefan Fellner, Eckart Kühne, Pedro Querejazu, Leonardo Waisman, Irma Ruiz, Bernardo Huseby, Las misiones jesuíticas de Chiquitos., Pedro Querejazu (ed.). La Paz, Bolivia: Fundación Banco Hipotecario Nacional, Línea Editorial, La Papelera 1995
- Parejas Moreno, Alcides, Chiquitos : a look at its history, Santa Cruz de la Sierra: Asociacion Pro Arte y Cultura. 2004, ISBN 99905-0-802-X